# 耗散
耗散是出現在非勻相熱力學系統中不可逆過程的結果。耗散過程是指能量（內能、動能或勢能）由一種形式轉換到另一種形式，而且後者可以作的功少於前者。例如將能量轉換為熱是一種耗散過程，因為熱會由較熱的物體轉移到較冷的物體，二者的溫度差會減少，根據熱力學第二定律，這様會使二者物體所組成系統可作的機械功減少。
熱力學的耗散過程在本質上就是不可逆的，此過程以固定的速率產生熵。若一個過程的溫度都有明確的定義，單位體積內溫度乘以熵的變化率即為單位體積耗散的能量。
不可逆過程包括： 
1. 熱流過有熱阻的物體
2. 流體流過有流阻的物體
3. 扩散作用（混合）
4. 化學反應
5. 電流流過電阻（焦耳發熱）

一些特定情形下的耗散過程無法用單一的哈密顿力学方程來描述。耗散過程需要將允許的哈密顿描述形成一個集合，每一個描述一個特定未知的相關物理量，包括摩擦力其他類似使能量減少的力，也就是將相干性的能量轉換到各向同性較高的能量分佈的力。
在计算物理学中，數值耗散（numerical dissipation）也稱為數值擴散（numerical diffusion），是指一種出現在微分方程數值解中的副作用。當一個沒有耗散的純平流方程式利用數值分析方式求解時，其初始波的能量會依類似耗散過程的方式減少，此時會稱此數值分析方式含有耗散項。不過有時為了提昇數值解的数值稳定性，會特別加入人工耗散（artificial dissipation）。
波或振盪的能量會隨著時間而減少，而其原因多半是因為摩擦力或紊流。而其減少的能量常會使系統的溫度上昇。一個波的振幅減少，也就表示有能量的耗散。實際的效應則依波的本質而不同，例如大氣波在接近地表處，會因為摩擦力或地面的質量而耗散，在較高空處則會因為輻射冷卻而耗散。
在數學領域中，可以用一動力系統中的遊蕩集來定義該系統是否為一耗散結構。

## 水利工程中的耗散
在水利工程中，耗散是指將往下流動水的動能轉換為熱能及聲能的過程。有許多設備可以放在河床上，減少水流的動能，也減少對河岸和河床的侵蚀。例如讓水垂直流下，有類似瀑布的效果，或是讓水流過拋石，其目的都是減少水的動能。